# Georg Zingel
Georg Zingel (* 1428 in Schlierstadt; † 26. April 1508 in Ingolstadt) war ein bedeutender katholischer Theologe.
Georg Zingel studierte an der Universität Wien und erwarb den Grad eines Magister artium und den Doktorgrad in Theologie. Er war Professor in Wien und Ingolstadt. Ab 1474 war er Lehrstuhlinhaber an der Universität Ingolstadt. 1475 wurde er erstmals Dekan der theologischen Fakultät. Das Dekanat bekleidete er noch einunddreißig weitere Male. Er war zudem viermal Rektor und zudem Vizekanzler der Universität. Er galt als einer der hervorragendsten Theologen am Vorabend der Reformation.